# ンゴラ・リトモス
ンゴラ・リトモス(Ngola Ritmos)は、リセウ・ヴィエイラ・ディアス、ドミンゴス・ヴァン＝ドゥーネン、マリオ・ダ・シルヴァ・アラウジョ、マヌエル・ドス・パソス、ニノ・ンドンゴらによって1947年に、彼等のアンゴラのアイデンティティを主張するために結成された。彼等はギターと小さなパーカッションと共にキンブンド語の楽曲を歌った。1950年代には、バンドはリセウ、ニノ、アマデウ・アモリン、ジョゼ・マリア、エウクリデス・フォンテス・ペレイラ、ジョゼ・コルデイラ、ロウルデス・ヴァン＝ドゥーネン、ベリータ・パルマによって構成されていた。彼等のlamentosは日常の記録かベサンガーナの女性や彼等のポピュラー・ダンスであるセンバによって歌われる葬儀の悲しみにインスパイアされていた。
ンゴラ・リトモスはミュージシャンにインスパイアを与えるスタイルを築きあげた。
ンゴラ・リトモスのメンバーの多くはナショナリストの闘士かつアンゴラ解放人民運動の創設メンバーで、アマデウは1959年に逮捕されてカーボベルデのタラファル刑務所に送られ、10年後に戻ってきた。それにもかかわらず、バンドは1960年代後半まで続き、リスボンでNzageを録音している。ンゴラ・リトモスの遺産は音楽のジャンルだけに留まらない。精神や態度の状態もまたそうである。